# Best Kind of Mess
Best Kind of Mess è l'album di debutto full-length dei Get Scared, pubblicato il 13 luglio 2011.
Nell'album sono presenti inoltre Sarcasm e Voodoo, versioni rivisitate di Setting Yourself Up for Sarcasm e If Only She Knew Voodoo Like I Do già presenti nell'EP Get Scared.

## Tracce
1. Scream – 3:39
2. Fail – 2:59
3. Mess – 4:03
4. Sarcasm (featuring Craig Mabbitt) – 3:18
5. Whore – 2:56
6. Hurt – 4:00
7. Voodoo – 2:56
8. Wrong – 3:34
9. Moving – 3:36
10. Parade – 3:40
11. Hate – 3:45
12. Drown – 3:58

## Formazione
- Nicholas Matthews - voce
- Johnny Braddock - chitarra solista, voce
- Bradley "Lloyd" Iverson - chitarra ritmica, basso, voce
- Dan Juarez - batteria, percussioni
- Craig Mabbitt - voce (in Sarcasm)